# Ernstowo
Ernstowo (deutsch Ernstfelde) ist ein kleiner Ort in der polnischen Woiwodschaft Ermland-Masuren, der zur Landgemeinde Wydminy (Widminnen) im Powiat Giżycki (Kreis Lötzen) gehört.

## Geographische Lage
Ernstowo liegt in der östlichen Mitte der Woiwodschaft Ermland-Masuren, 16 Kilometer südöstlich der Kreisstadt Giżycko (Lötzen). An der südlichen Ortsgrenze verläuft die Bahnstrecke Głomno–Białystok.

## Geschichte
Der heutige Weiler (polnisch osada) Ernstowo war bis 1945 als Ernstfelde ein Gut in der Landgemeinde Widminnen (Wydminy) und gehörte damit zum gleichnamigen Amtsbezirk im Kreis Lötzen im Regierungsbezirk Gumbinnen (1905 bis 1945 Regierungsbezirk Allenstein) der preußischen Provinz Ostpreußen. Außerdem war es in das Standesamt Widminnen integriert. Im Jahr 1905 zählte Ernstfelde 23 Einwohner.
In Kriegsfolge kam Ernstfelde 1945 mit dem gesamten südlichen Ostpreußen zu Polen und heißt seitdem in polnischer Sprache Ernstowo. Der jetzige Weiler ist in das Schulzenamt (polnisch sołectwo) Wydminy eingegliedert und somit eine Ortschaft im Verbund der gleichnamigen Landgemeinde im Powiat Giżycki (Kreis Lötzen), bis 1998 der Woiwodschaft Suwałki, seither der Woiwodschaft Ermland-Masuren zugehörig.

## Religionen
Bis 1945 war Ernstfelde in die evangelische Kirche Widminnen in der Kirchenprovinz Ostpreußen der Evangelischen Kirche der Altpreußischen Union und in die katholische Pfarrkirche St. Bruno Lötzen im Bistum Ermland eingepfarrt.
Heute gehört Ernstowo zur evangelischen Kirchengemeinde Wydminy, einer Filialgemeinde der Pfarrei Giżycko in der Diözese Masuren der Evangelisch-Augsburgischen Kirche in Polen, bzw. zur katholischen Pfarrkirche Wdyminy im Bistum Ełk (Lyck) der Römisch-katholischen Kirche in Polen.

## Verkehr
Ernstowo ist über zwei Landwege zu erreichen, die Wydminy (Widminnen) an der Woiwodschaftsstraße DW 655 sowie Dudka (Schraderswert) mit dem Ort verbinden. Die nächste Bahnstation ist Wydminy an der Bahnstrecke Głomno–Białystok.